# Itaipu (distrito de Niterói)
Itaipu é um distrito do município de Niterói, no Rio de Janeiro. O distrito possui  cerca de 58 000 habitantes (IBGE 2000) e está situado na região sudeste do município.

## Topônimo
Existem várias hipóteses etimológicas para a origem do topônimo "Itaipu":
- seria uma palavra de origem tupi que significa "pedra que canta", através da junção de itá = pedra e ipo'ú = cantora;[3]
- o tupinólogo Eduardo Navarro sugere, para o Itaipu paranaense, a etimologia "rio barulhento das pedras", através da junção dos termos tupis antigos itá (pedra),  'y (água, rio) e pu (barulho). No entanto, o autor salienta que topônimos com a mesma grafia podem ter origens etimológicas diversas segundo a configuração geográfica do lugar, de modo que a etimologia do Itaipu niteroiense pode não ser a mesma do Itaipu paranaense.[4]

## História
Em 1835, por meio de ato estadual, a então Vila Real da Praia Grande foi elevada a categoria de cidade com a denominação Niterói. Por intermédio da mesma lei, as povoações de São Gonçalo, Nossa Senhora da Conceição de Cordeiros e São Sebastião de Itaipu foram elevadas a categoria de freguesias e anexadas a Niterói. Já em setembro de 1890, um novo decreto estadual desmembrou do município estas freguesias para criação de um novo município. Assim surgiu o município de São Gonçalo, formado por São Gonçalo, Nossa Senhora da Conceição de Cordeiros e São Sebastião de Itaipu. Com isto, o município de Niterói passou a ser constituído de distrito único e homônimo.
Porém, em dezembro de 1943, o distrito de Itaipu é desmembrado de São Gonçalo e volta a fazer parte de Niterói. Atualmente Niterói é constituído por dois distritos: Niterói e Itaipu.